# مردان روزگار
مردان روزگار فیلمی به کارگردانی و فیلمبرداری مازیار پرتو و نویسندگی منوچهر کی مرام محصول سال ۱۳۴۸ است. این فیلم محصول پارسا فیلم است و اکران نخست آن در تاریخ پنجشنبه ۲۰ آذر ۱۳۴۸ خورشیدی (عید فطر) همزمان در پانزده سینما در تهران (پلازا، ری، الوند، کیهان، مراد، فردوسی، دنیا، فلور، قصر طلایی، پرسپولیس، کارون، دریا، جهان، رز و شهلا) بوده است  .

## داستان
دو برادر که روابط صمیمانه‌ای دارند برابر یک مسئله قرار می‌گیرند...

## بازیگران
- فریده نصیری
- منوچهر صادق‌پور
- ابراهیم فخار
- احمد قدکچیان
- ثریا بهشتی
- جهانگیر فروهر
- ایران قادری
- نادیا
- محمدعلی بندانی
- حسن رضایی
- فرنگیس فروهر
- ناصر ملک مطیعی